# Tenkovo
Tenkovo (cyr. Тенково) – wieś w Serbii, w okręgu raskim, w mieście Novi Pazar. W 2011 roku liczyła 75 mieszkańców.